# Bernd Bransch
Bernd Bransch (Halle, 24 de setembro de 1944 – 11 de junho de 2022) foi um futebolista profissional alemão que atuou como líbero.

## Carreira
Bransch jogou pelo Carl Zeiss Jena de 1973 a 1974, com o qual venceu a Copa da Alemanha Oriental. Atuou pela seleção nacional que conquistou duas medalhas em Jogos Olímpicos, das quais uma de bronze em 1972 e uma de ouro em 1976, e participou da Copa do Mundo FIFA de 1974.

## Morte
Bransch morreu em 11 de junho de 2022, aos 77 anos de idade.

## Títulos
Alemanha Oriental
- Jogos Olímpicos: 1976